# Observatoire de la langue française
L'Observatoire de la langue française est un outil de l'Organisation internationale de la francophonie (OIF) dont l'objet est de recueillir, analyser et diffuser des données sur la situation et les évolutions des usages de la langue française (nombre de locuteurs, d'apprenants de français, d'élèves scolarisés en français par pays et par régions, usages au travail et dans les organisations internationales).
Né en 2008, il s'appuie sur un comité scientifique et des questionnaires adressés à des partenaires internationaux. Il permet également de diffuser des statistiques sur la place et l'usage du français dans le monde à destination des acteurs de la Francophonie.
Le dernier rapport intitulé La langue française dans le monde - Édition 2022, édité chez Gallimard, a été rendu public le 17 mars 2022 au siège de l'OIF à Paris. Une synthèse de l'ouvrage est disponible en ligne.

## Histoire et missions
En 1984, la première institution publique française dont le nom comporte le mot « Francophonie » est créée sous le nom du Haut Conseil de la francophonie (HCF), organisme consultatif créé par le décret no 84-171 du 12 mars 1984 et rattaché à la présidence de la République française. Il regroupe une quarantaine de personnalités françaises et étrangères autour de thématiques liées à la francophonie et dresse le bilan annuel de l’état de la francophonie dans le monde.
Il est rattaché à la Francophonie institutionnelle (Organisation internationale de la Francophonie) en 2002 et peut alors œuvrer dans un cadre multilatéral, avant de devenir six ans plus tard l'Observatoire de la langue française.
Il évolue au sein de la direction « Langue française et diversité des cultures francophones » (DLC) de l'OIF sous la responsabilité d'Alexandre Wolff, et s'appuie sur un conseil scientifique composé d’universitaires et de chercheurs renommés de l’espace francophone.

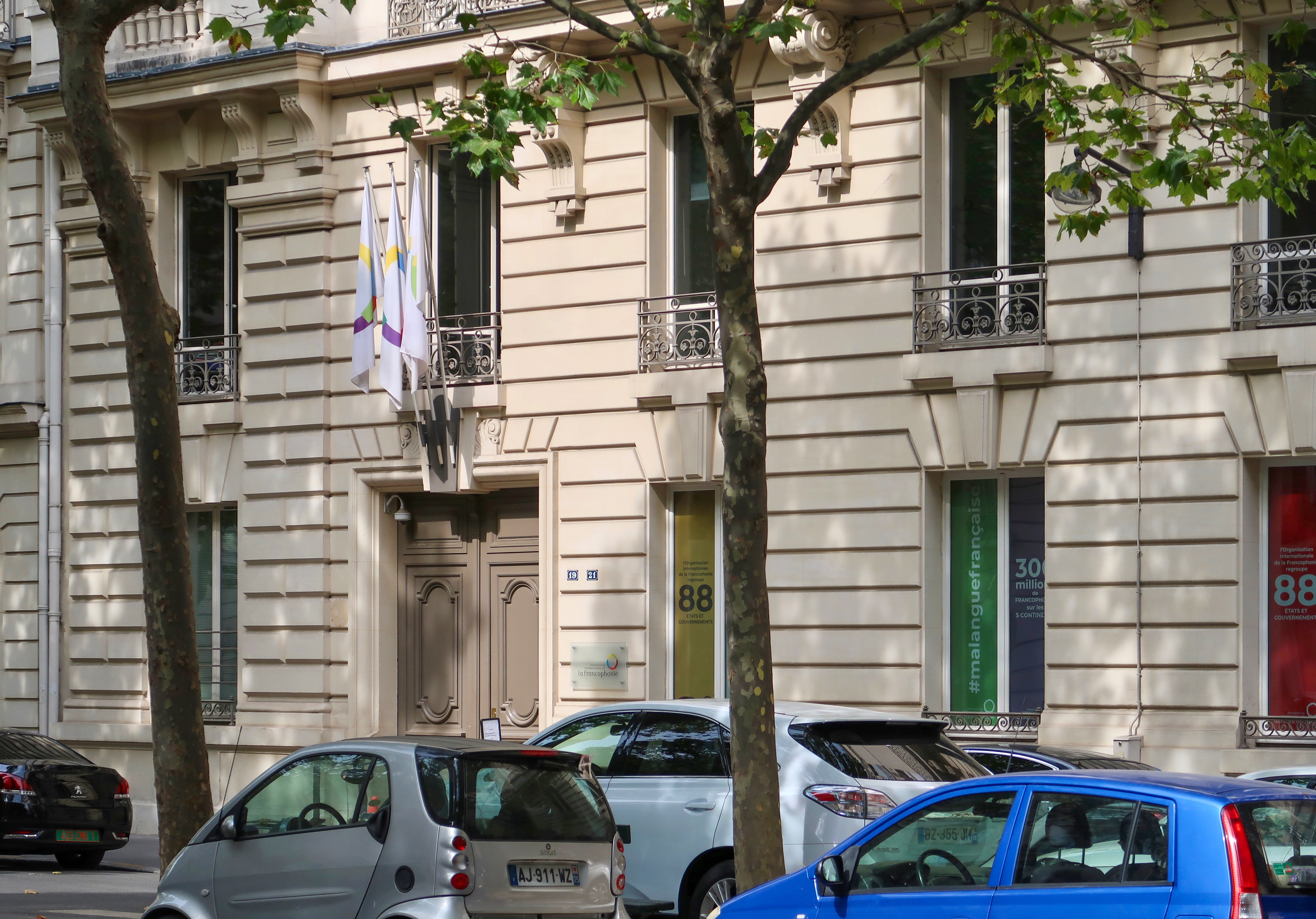
Siège de l'OIF, avenue Bosquet, à Paris (France).

Ses travaux permettent de fournir à ses États et gouvernements membres, les données probantes et les éléments d’analyse nécessaires pour l’élaboration et l’orientation de leurs politiques publiques en lien avec les réalités des usages et de l’enseignement de la langue française, notamment le nombre de locuteurs, d'apprenants de français, d'élèves scolarisés en français par pays et régions, les usages au travail et dans les organisations internationales,,.
Ils sont rendus publics à travers deux publications principales : un rapport quadriennal intitulé La langue française dans le monde et un document de suivi du Vade-mecum relatif à l'usage de la langue française dans les organisations internationales (texte adopté par la 22e Conférence ministérielle de la Francophonie, le 26 septembre 2002)⁣, publié tous les deux ans.
Le dernier rapport intitulé La langue française dans le monde - Édition 2022, édité chez Gallimard, a été rendu public le 17 mars 2022 au siège de l'OIF à Paris.
Les résultats de ses travaux et ses publications sont également utiles aux professionnels de la coopération linguistique et éducative, enseignants-chercheurs, étudiants ; ainsi qu'aux journalistes, professionnels, acteurs de terrain et de la vie internationale intéressés par la langue française et par les évolutions de ses usages à travers le monde,.

## Source des données
Les données sur les évolutions des usages et de l'apprentissage de la langue française sont recueillies par le biais de questionnaires adressés aux États et gouvernements membres, associés et observateurs de l'OIF ainsi qu'aux acteurs de la coopération internationale tels que les représentations diplomatiques françaises réparties dans le monde, France Éducation international ou encore les opérateurs de la Francophonie : l'Agence universitaire de la Francophonie (AUF) ; TV5 Monde ; l'Association internationale des maires francophones (AIMF) et l'université Senghor d'Alexandrie.
Il diligente également des études ponctuelles mobilisant des experts et chercheurs francophones du monde entier sur différentes thématiques : la place du français sur Internet, les images et les représentations de la langue française dans les pays francophones, l'intégration des variations sociolinguistiques du français dans les pratiques de classe…
Pour ce qui relève des estimations sur les évolutions du nombre de francophones par pays, l'Observatoire s'appuie sur les compétences de l'Observatoire démographique et statistique de l'espace francophone (ODSEF) de l'Université Laval (Québec).
Il a ainsi recouru aux résultats des enquêtes annuelles menées par l'institut Kantar dans les villes d'une quinzaine de pays du continent africain (Africascope) ; et s'appuie par ailleurs sur les travaux et les publications des membres du réseau OPALE (Organismes francophones de politiques et d'aménagement linguistiques) composé de l'Office québécois de la langue française (OQLF), du Secrétariat à la politique linguistique et du Conseil supérieur de la langue française (CSLF), de la Délégation à la langue française de Suisse romande (DLF), du Conseil de la Langue française, des Langues régionales endogènes et des Politiques linguistiques de la Fédération Wallonie-Bruxelles et de la Délégation générale à la langue française et aux langues de France dont il est membre observateur.

### Comité scientifique
En 2017, onze personnalités du monde académique et scientifiques sont sollicitées pour constituer un comité scientifique. Ce dernier a pour objectif de soutenir les travaux de collecte, l'analyse de données, ainsi que dans la consolidation des publications de l'observatoire.
Partiellement renouvelé en 2019, le comité scientifique est amené à intervenir pour la certification des sources utilisées pour la production de données sur la langue française ; la validation des termes de référence de nouvelles investigations ; une inspection indépendante des choix méthodologiques et des pistes de recherche à explorer en priorité ; la validation de la qualité scientifique des résultats et des analyses concernant notamment l'estimation du nombre de francophones et l'apprentissage du et en français.

### Membres du comité scientifique
En 2022, les membres du comité scientifiques sont :
- Jean-Pierre Corbeil, professeur associé au département de sociologie de l'université Laval de Québec (Canada) ;
- François Grin, professeur d'économie à la Faculté de traduction et d'interprétation de l'université de Genève (Suisse) ;
- Jean-Marie Klinkenberg, professeur émérite de l'université de Liège (Belgique) ;
- Jean-Martial Kouame, professeur titulaire au département des sciences du langage de l’université Félix-Houphouët-Boigny d’Abidjan et directeur de l’Institut de linguistique appliquée d’Abidjan (Côte d’Ivoire) ;
- Samir Marzouki, professeur émérite de littérature française et francophone à l’université de La Manouba à Tunis (Tunisie) ;
- Marinette Matthey, professeure émérite en sciences du langage à l’université Grenoble-Alpes (France) ;
- Thi Thanh Huong Nguyen, enseignante-chercheuse, maîtresse de conférences, Institut polytechnique de Hanoï (Viêt Nam) ;
- Adeline Larissa Simo-Souop, chargée de cours de linguistique française et de didactique du français, département de français de l’Université de Buéa (Cameroun) ;
- Destiny Tcheouhali, professeur de communication internationale au département de communication sociale et publique de l’université du Québec à Montréal et co-titulaire de la chaire UNESCO en communication et technologies pour le développement (Canada-Québec) ;
- Rada Tirvassen, directeur du Département des langues européennes modernes à l’Université de Pretoria (Afrique du Sud) ;
- Thierry Verdel, recteur de l’université Senghor à Alexandrie (Égypte) ;
- Monica Vlad, professeure des universités, directrice de l’Institut des études doctorales à l’université Ovidius à Constanța (Roumanie).

## Publications
- Document de suivi du Vade-mecum relatif à l'usage de la langue française dans les organisations internationales, Paris, OIF, septembre 2008
- Frédéric Bouilleux (dir.), Alexandre Wolff (coordination et rédaction) et Josiane Gonthier (chargée de mission), La langue française dans le monde 2010, Paris, Nathan - OIF, 2010 (ISBN 978-2-09-882407-2)
- Alexandre Wolff (coordination et rédaction), Aminata Aithnard (spécialiste de programme) et Louis-Dominique Ouédraogo (expert associé), 2e document de suivi du Vade-mecum relatif à l'usage de la langue française dans les organisations internationales, Paris, OIF, octobre 2010
- Alexandre Wolff (coordination et rédaction) et Aminata Aithnard (spécialiste de programme), 3e document de suivi du Vade-mecum relatif à l'usage de la langue française dans les organisations internationales, Paris, OIF, octobre 2012
- Imma Tor Faus (dir.), Alexandre Wolff (coordination et rédaction) et Aminata Aithnard (spécialiste de programme), La langue française dans le monde 2014, Paris, Nathan - OIF, 2014 (ISBN 978-2-09-882654-0)
- Imma Tor Faus (dir.), Alexandre Wolff (coordination et rédaction) et Aminata Aithnard (spécialiste de programme), 4e Document de suivi du Vade-mecum relatif à l'usage de la langue française dans les organisations internationales, Paris, OIF, octobre 2014 (ISBN 978-92-9028-397-3)
- Youma Fall (dir.), Alexandre Wolff (coordination et rédaction) et Francine Quéméner (spécialiste de programme), 5e Document de suivi du Vade-mecum relatif à l’usage de la langue française dans les organisations internationales, Paris, OIF, novembre 2016 (ISBN 978-92-9028-425-3)
- Youma Fall (dir.), Alexandre Wolff (coordination et rédaction) et Olga Turcan (spécialiste de programme), La langue française dans le monde 2015-2018, Paris, Gallimard - OIF, 2018 (ISBN 978-2-07-278683-9)
- Youma Fall (dir.) et Alexandre Wolff (coordination et rédaction), 6e Document de suivi du Vade-mecum relatif à l’usage de la langue française dans les organisations internationales - Vers une mise en œuvre de la Résolution d'Antananarivo, Paris, OIF, octobre 2018
- Nivine Khaled (dir.), Alexandre Wolff (coordination et rédaction), Francine Quéméner (spécialiste de programme) et Aurélia Grosu (conseillère auprès de la direction), 7e Document de suivi du Vade-mecum relatif à l’usage de la langue française dans les organisations internationales - Passer à l'action, Paris, OIF, octobre 2020
- Nivine Khaled (dir.), Alexandre Wolff (coordination principale et rédaction) et Francine Quéméner (spécialiste de programme), La langue française dans le monde - édition 2022, Paris, Gallimard, 2022 (ISBN 978-2-07-297686-5)